# Павловка (Азовский район)
Па́вловка — село в Азовском районе Ростовской области.
Входит в состав Новоалександровского сельского поселения.

## География
Расположен в 10 км (по дорогам) юго-восточнее районного центра — города Азова.
Село находится на правом берегу реки Кагальник. В километре к юго-востоку от хутора расположено Пелёнкино озеро.

### Улицы и переулки
| - ул. Азовская - ул. Буденного - ул. Ворошилова - ул. Ленина - ул. Маяковского - ул. Мира - ул. Новоселов - ул. Победы - ул. Речная - ул. Степная | - пер. Западный - пер. Кузнецкий - пер. Луначарского - пер. Никольский - пер. Осипова - пер. Павлова - пер. Ростовский - пер. Школьный |

## Население
| 1989 | 2002 | 2010 |
| ---- | ---- | ---- |
| 676  | ↗794 | ↗868 |

В Павловке родилась известная благотворительница города Азова Лариса Тиммерман